# Limmel
Limmel (Limburgs: Lummel) is een voormalig dorp, thans een woonwijk van Maastricht, in de Nederlandse provincie Limburg. Het is tevens een van de 44 officiële buurten van de gemeente Maastricht. Het dorp Limmel, grenzend aan diverse fabrieksterreinen, ontwikkelde zich vanaf eind 19e eeuw tot een echte arbeiderswijk. Studenten maken een belangrijk deel van de bevolking uit.

## Geografische ligging en verkeer
Limmel is gelegen in het noordoosten van Maastricht op de oostelijke Maasoever. Limmel ligt grotendeels in het winterbed van de Maas, wat in het verleden bij hoog water vaak tot wateroverlast leidde. Door de bouw van de stuw bij Borgharen in 1929 kwam hieraan een einde.
De buurt grenst in het westen aan de Maas en het Julianakanaal. De oostelijke grens wordt gevormd door de Meerssenerweg, die er eerder was dan de parallel daaraan lopende spoorlijn Maastricht - Venlo. Aan de ander kant van de Meerssenerweg ligt de buurt Nazareth, waarmee Limmel een soort dubbelwijk vormt. In het noorden is de Korvetweg de grens; ten noorden daarvan begint het bedrijventerrein Beatrixhaven. In het zuiden vormen de Viaductweg en de aanlanding van de Noorderbrug de begrenzing met Wyckerpoort.
De Willem Alexanderweg is de voornaamste doorgaande route.

## Geschiedenis
Over het ontstaan van de nederzetting Limmel, Leumel, Loumel, Lemeloe, Lemal, Limale of Limmail is weinig bekend. Waarschijnlijk was er al in de 11e eeuw sprake van een parochie.

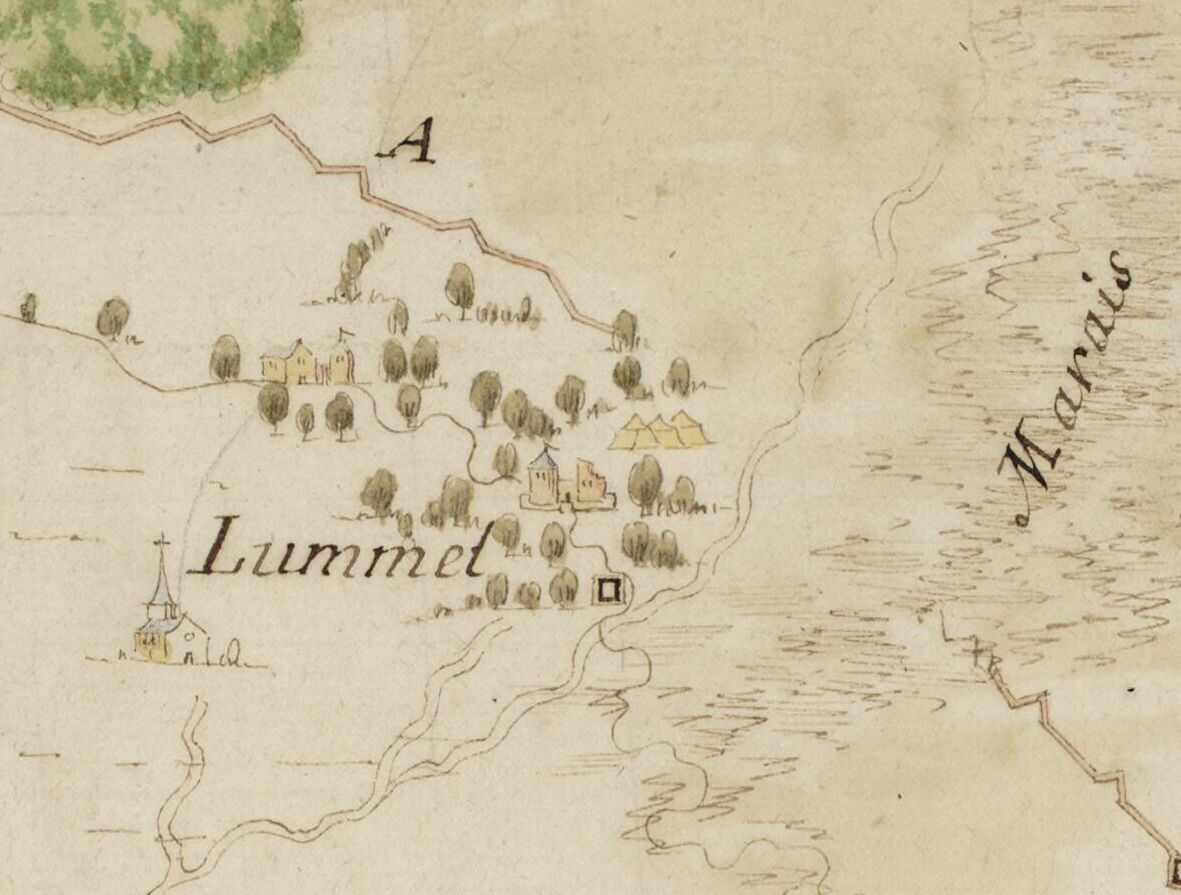
Limmel tijdens het beleg van 1676. Alleen de kerk en de kastelen Jerusalem en Bethlehem zijn weergegeven, dat laatste deels in ruïneuze toestand. Rechts een drassig gebied, Marais in het Frans

Het kasteel van Limmel, het huidige kasteel Bethlehem, was aanvankelijk een leen van de heren van het Land van Valkenburg, vanaf 1284 van de hertogen van Brabant. In het begin van de 16e eeuw kwam het kasteel in handen van de ridders van de Duitse Orde, die het tot aan de Franse tijd behielden. Het kasteel ressorteerde onder de balije Biesen, waarvan de hoofdvestigingen het kasteel Aldenbiezen en de Commanderij Nieuwen Biesen aan de overkant van de Maas waren. De naam Balijeweg herinnert aan deze periode. Vanaf de 17e eeuw werd het kasteel ook Bethlehem genoemd, mogelijk naar analogie van het vlakbij gelegen Jerusalem. In de 18e eeuw kwamen daar nog de hoeves Nazareth en Rome bij. In de 16e, 17e en 18e eeuw had het dorp veel te lijden van de diverse belegeringen van Maastricht.
In 1794 werden alle kloosters en ridderorden door de Fransen opgeheven en kwam het kasteel in bezit van achtereenvolgens de families Beghin, Bettonville, Stevens en Regout-Stevens. In 1953 werd het kasteel aangekocht door de Katholieke Hogere Hotelschool, thans Hotel Management School Maastricht, die er in de jaren 1970 een studentencampus vestigde.
De huidige kerk verving in 1864 een mergelstenen kerk, die mogelijk uit de 11e eeuw dateerde. Door een tekening van Philippe van Gulpen uit ±1840 weten we dat deze kleine middeleeuwse kerk bestond uit een romaans schip en toren en een gotisch koor. Midden 19e eeuw telde het dorp zo'n 370 inwoners, hoofdzakelijk boeren. Tot 1920 maakte het dorp Limmel deel uit van de gemeente Meerssen.
Eind 19e, begin 20e eeuw vestigden zich een aantal bedrijven rondom Limmel: de Zinkwitfabriek, glasfabriek Stella, vloertegelfabriek Rema, Sphinx Tegels, porselein en wandtegelfabriek Mosa, cementbuizenfabriek Schunck en ijzeren ledikantenfabriek Beaumont. In 1911 werkten zo'n 2000 arbeiders in deze fabrieken. Limmel telde in die tijd een veertigtal cafés.
Eind jaren 1950 vond de eerste grootschalige stadsuitbreiding in Limmel plaats en transformeerde het dorp langzaam tot stadswijk. In 1960 had Limmel ongeveer 3000 inwoners, waarvan circa 67% tot de lagere klassen gerekend werden. De wijk telde toen drie scholen en dertien winkels.
Begin jaren 1960 werd het industrieterrein Beatrixhaven aangelegd (en de ontsluitingsweg Willem Alexanderweg) en vestigde zich de PLEM op een terrein in het zuidoosten van de wijk. Iets later kwam daar aan de Willem Alexanderweg de rioolwaterzuiveringsinstallatie en de gemeentewerf van Openbare Werken bij en was de insluiting van de wijk door industrie en infrastructuur compleet. In 1972 werd het Huis van Bewaring 'Overmaze' in gebruik genomen.
Door de bouw van de studentencampus bij kasteel Limmel en door het geleidelijk opkopen van particuliere woningen door huisjesmelkers, nam het aandeel studenten in de bevolking sterk toe. Anno 2014 was ongeveer 20% van de inwoners van Limmel student.

## Toekomstplannen

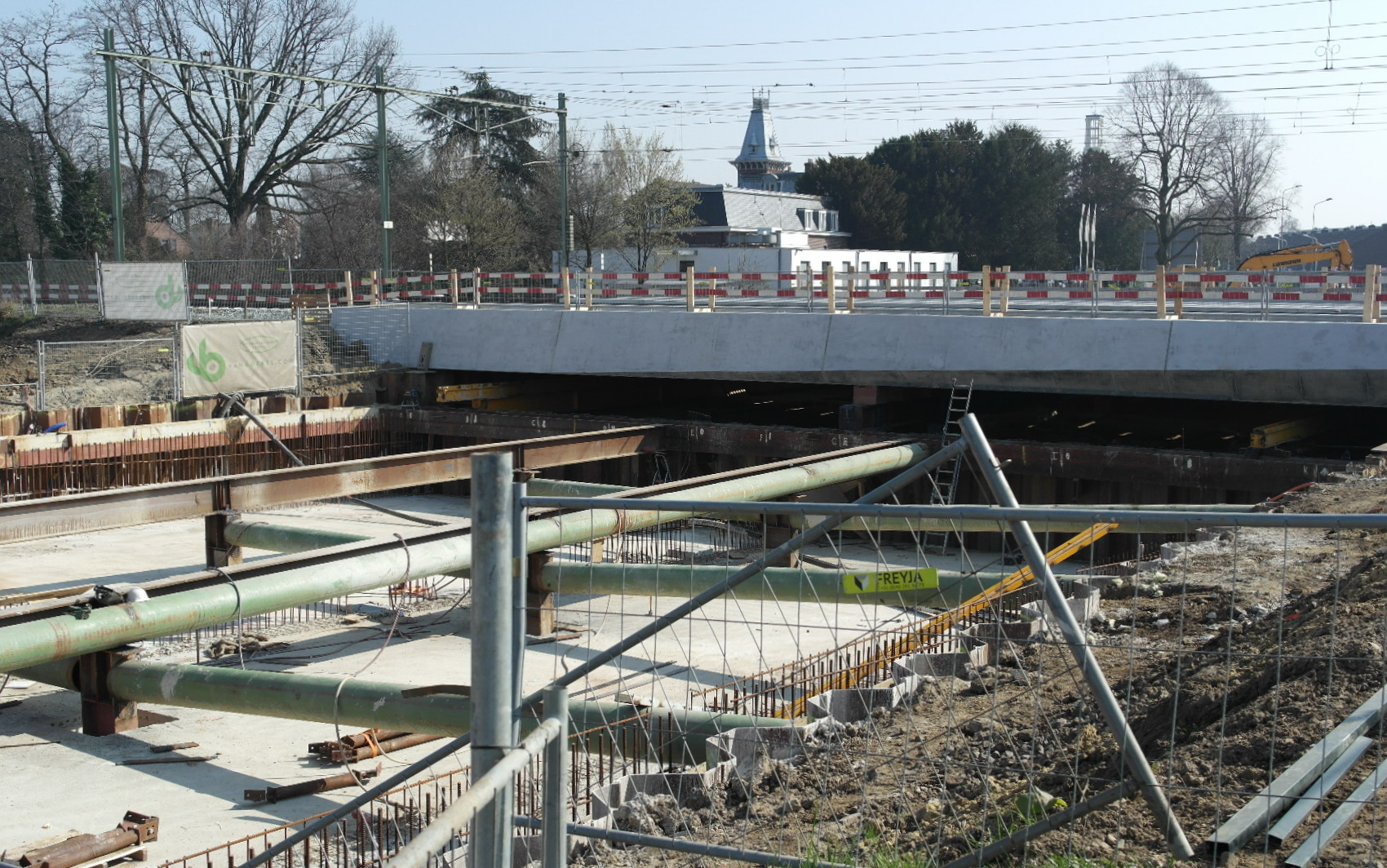
Bouw van het spoorwegviaduct tussen Limmel en Nazareth, 2014

In 2007 werd de wijk, samen met Nazareth, Wittevrouwenveld en Wyckerpoort, door de Minister voor Wonen, Wijken en Integratie op de lijst van 40 Nederlandse probleemwijken gezet (als 'Maastricht-Noordoost'). Hierdoor is er meer geld beschikbaar gekomen voor nieuwe plannen en initiatieven in de wijk.
Limmel vormt samen met Nazareth een dubbelwijk met gemeenschappelijke voorzieningen. Een nieuw buurtcentrum annex basisschool is gebouwd aan de kant van Limmel bij de inmiddels ongelijkvloerse kruising met de spoorlijn in de Balijeweg.
Tevens wordt bekeken of het voormalige fabrieksterrein van de zinkwitfabriek tussen Limmel en de Maas geschikt gemaakt kan worden voor woningbouw. De bodem van het terrein is echter zwaar verontreinigd. Gehoopt wordt dat 'Limmel aan de Maas' de buurt een impuls zal geven.

## Economie
In het gebied De Bek tussen het dorp Limmel en de Maas heeft een tweetal fabrieken gestaan: in het zuidelijk deel was dat van 1891 tot 2008 Sphinx Tegels; in het noordelijk deel vanaf 1903 de Maastrichtsche Zinkwit Maatschappij. Die laatste produceerde ter plaatse het pigment lithopoon. Einde jaren 1950 sloot deze fabriek, maar de schoorsteen is als industrieel monument blijven bestaan. Van eerstgenoemde fabriek is na de sloop in 2010-2011 alleen een deel van de fabrieksmuur blijven staan. Voor dit zogenaamde Tregaterrein bestaan verschillende plannen, maar geen daarvan heeft tot herontwikkeling geleid.
Ten zuiden van Limmel ligt een moderne productiehal van Koninklijke Mosa. In het noorden ligt het uitgestrekte bedrijventerrein Beatrixhaven met tal van bedrijven.

## Voorzieningen

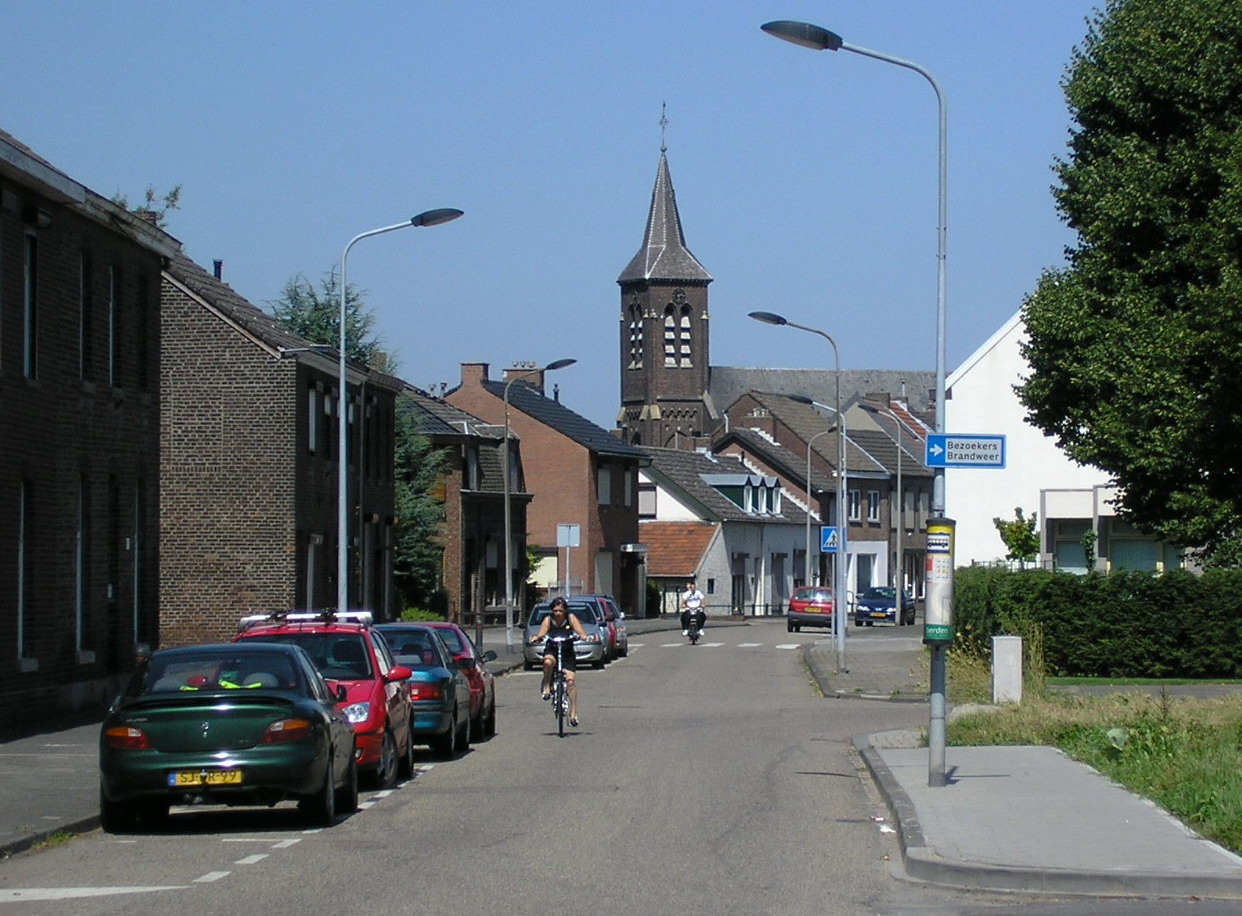
Oude dorpskern Limmel

In de buurt zijn de meeste basisvoorzieningen aanwezig, zoals een basisschool, een rooms-katholieke kerk (de Johannes de Doperkerk), een buurtcentrum (het Kapelaan Lochtmanhuis), winkels en enkele horecagelegenheden, voornamelijk rond de kerk. Voor veel andere zaken is Limmel aangewezen op andere delen van de stad.
Bovenlokale voorzieningen in de buurt zijn de brandweerkazerne van Maastricht, de gemeentewerf, de Hotel Management School Maastricht en de voormalige Penitentiaire Inrichting Limburg Zuid. Laatstgenoemd complex was tevens enige tijd in gebruik als TBS-kliniek 'De Rooyse Wissel' (in 2012 gesloten). Van 2015-2018 was er een asielzoekerscentrum gevestigd. Na enkele jaren leegstand deed het gebouw in 2020-2021 dienst als opvanglocatie voor daklozen. In juni 2022 werden er Oekraïense vluchtelingen in gehuisvest.
Het verenigingsleven in Limmel telt onder andere een fanfare, een voetbalvereniging, een toneelvereniging, een carnavalsvereniging en meerdere zangkoren.

## Architectuur en stedenbouw

### Monumentale gebouwen
Hoewel er in de tweede helft van de 20e eeuw veel nieuwbouw heeft plaatsgevonden, is het dorpse karakter van Limmel nog redelijk intact gebleven. Vooral aan de Populierweg en de Dolmansstraat bevinden zich karakteristieke panden, die de status van gemeentelijk monument bezitten.
- Het dorpscentrum wordt gedomineerd door de neogotische Johannes de Doperkerk, een gemeentelijk monument met een aantal kostbare kunstschatten in het interieur. De kerk is gebouwd naar een ontwerp van Carl Weber uit 1861. De kerk werd in 1913 vergroot naar plannen van de Luikse architect August Taurel, die een nieuw koor, een transept en zijbeuken toevoegde. In de kerk bevindt zich een 11e-eeuws doopvont afkomstig uit de vroegere middeleeuwse kerk. Rondom de kerk ligt een begraafplaats.
- Een deel van Limmel behoort tot het Buitengoed Geul & Maas (voorheen Landgoederenzone Maastricht-Meerssen genoemd). De kastelen Bethlehem en Jerusalem en de hoeve Rome maken alle deel uit van deze landgoederenzone. Kasteel Bethlehem omvat vier vleugels om een vierkante binnenhof. De noord- en oostvleugels, met twee ronde torens, zijn het oudste (deels 16e eeuw, deels ouder). De zuidvleugel met het woongedeelte en een deel van de westgevel werden in 1806 bijgebouwd. Het kleinere kasteel Jerusalem bestaat uit drie 16e-eeuwse vleugels, die in het begin van de 19e eeuw sterk zijn verbouwd, waarbij de huidige carrévorm ontstond. In de tuin staat een neogotisch koetshuis uit 1904.[6] Hoeve Rome werd na een brand in 1898 herbouwd.
- Ook het kasteel Vaeshartelt, ten noorden van Limmel, bevindt zich in deze zone.
- De buurtschap Mariënwaard, met de twee buitenplaatsen La Grande Suisse en Villa Kanjel, behoorde vanouds tot Limmel, maar ligt tegenwoordig in de buurt Nazareth.

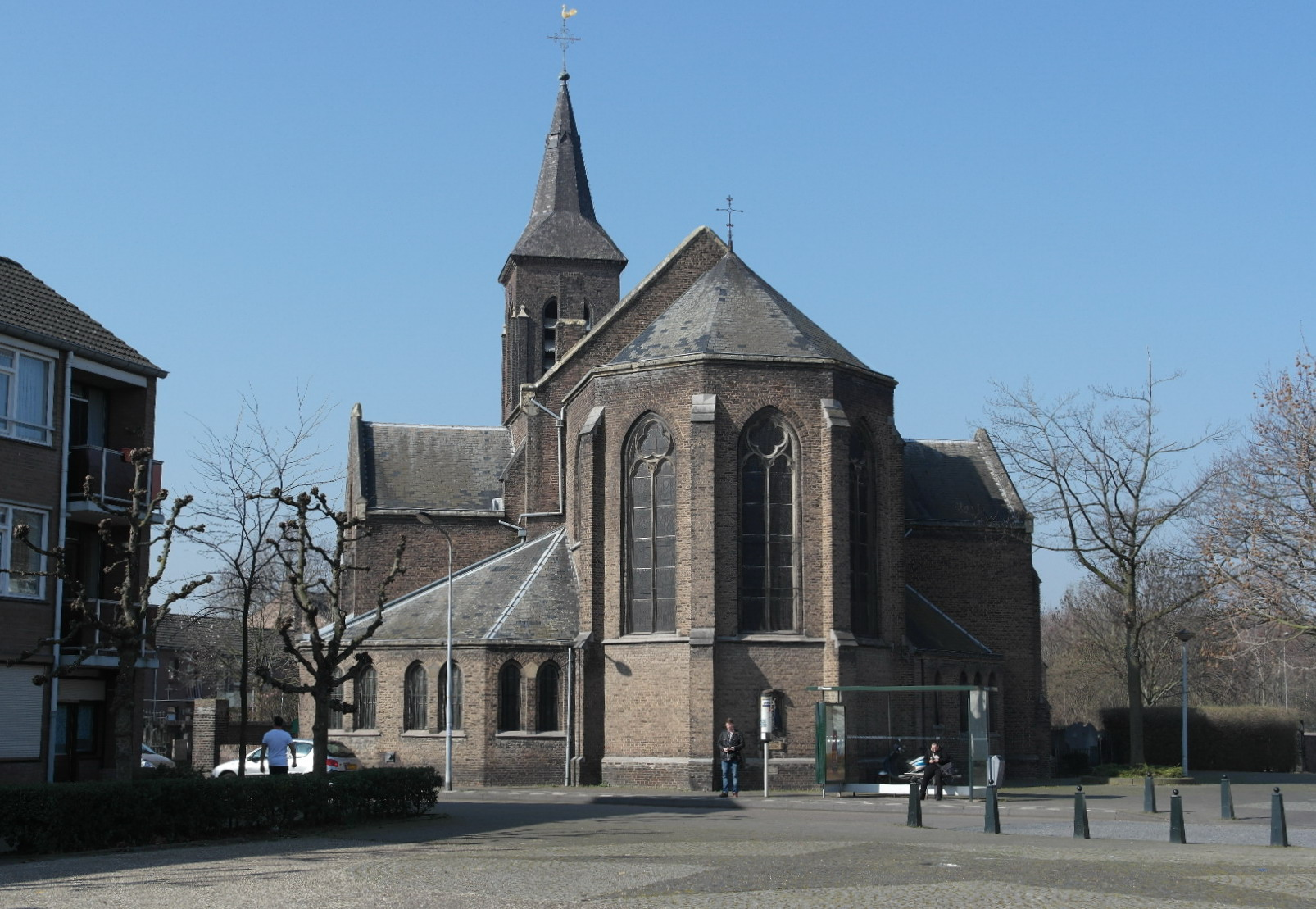
St-Jan-de-Doperkerk
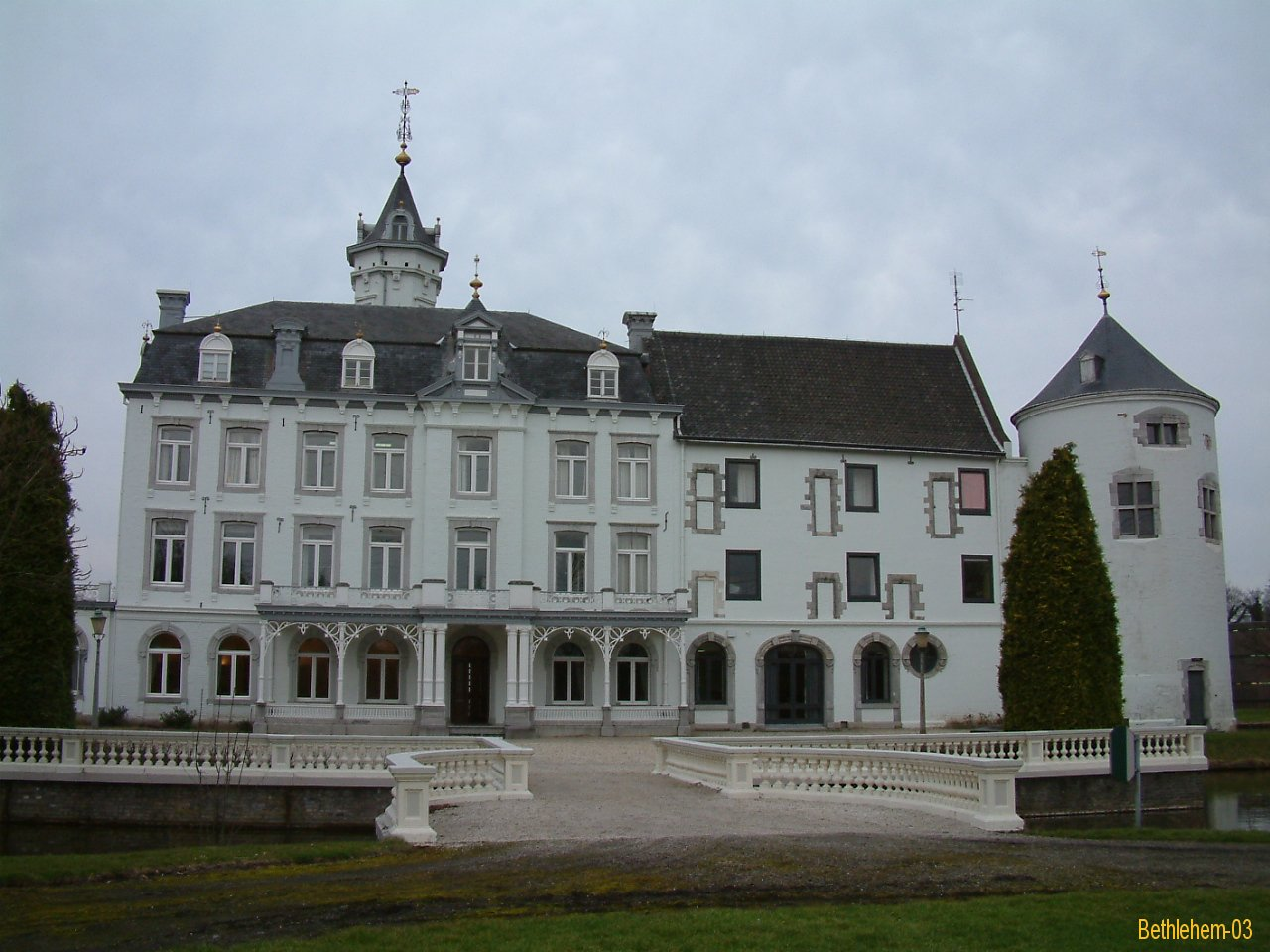
Kasteel Bethlehem
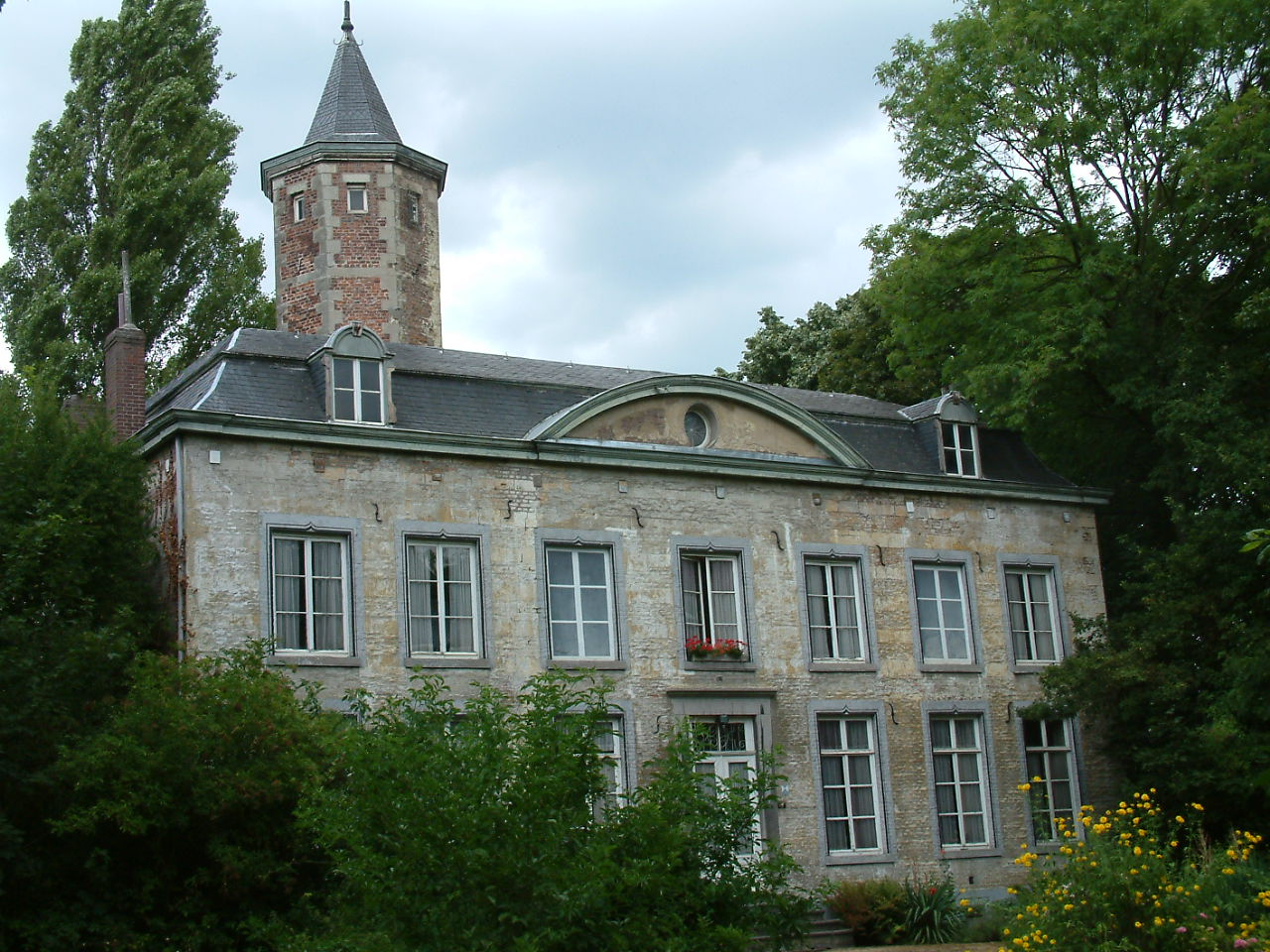
Kasteel Jerusalem
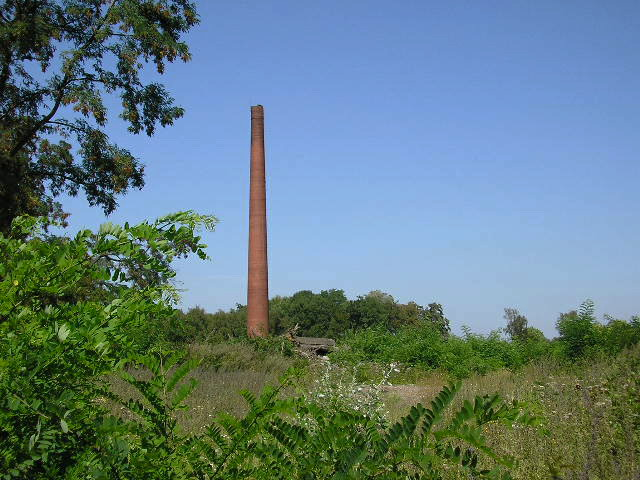
Zinkwitschoorsteen

### Moderne architectuur
Tussen Limmel en Borgharen werd van 1925-29 een stuw aan de zuidelijke ingang van het Julianakanaal gebouwd, het stuw- en sluiscomplex Borgharen. Hierdoor werd het waterniveau in de Maas, stroomopwaarts van de stuw, verhoogd. De stuw werd ontworpen door ingenieur Otto Reich van Rijkswaterstaat en kreeg drie afvoeropeningen van elk 23 meter breed en een 30 meter brede scheepvaartopening.
In 1957 werd ten noorden van de Balijeweg een groot uitbreidingsplan van circa 400 huurwoningen gerealiseerd. In 1993 werd deze wijk naar het noordwesten uitgebreid naar een stedebouwkundig plan van Rein Geurtsen.
In het noordelijk deel van Limmel bevindt zich de hoogbouw van de voormalige penitentiaire inrichting 'Overmaze' uit 1971, later in gebruik als asielzoekerscentrum. Vlakbij kwam in 2012 het nieuwe kantoor van energiemaatschappij Enexis naar een ontwerp van Atelier PRO gereed. In het zuiden van de wijk ligt de Brandweerkazerne van Maastricht van het architectenbureau Neutelings Riedijk uit 1996-99.

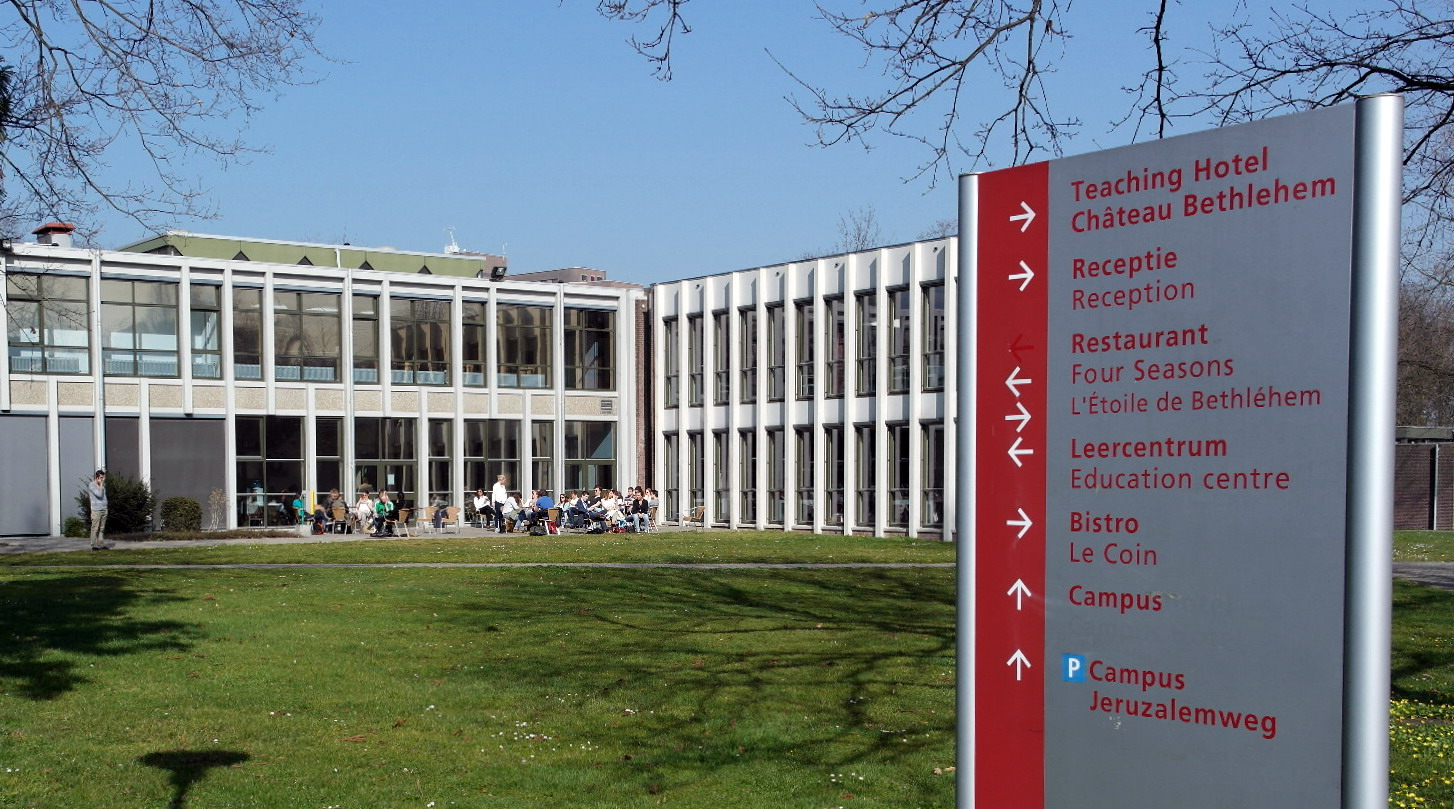
Campus Hotelschool
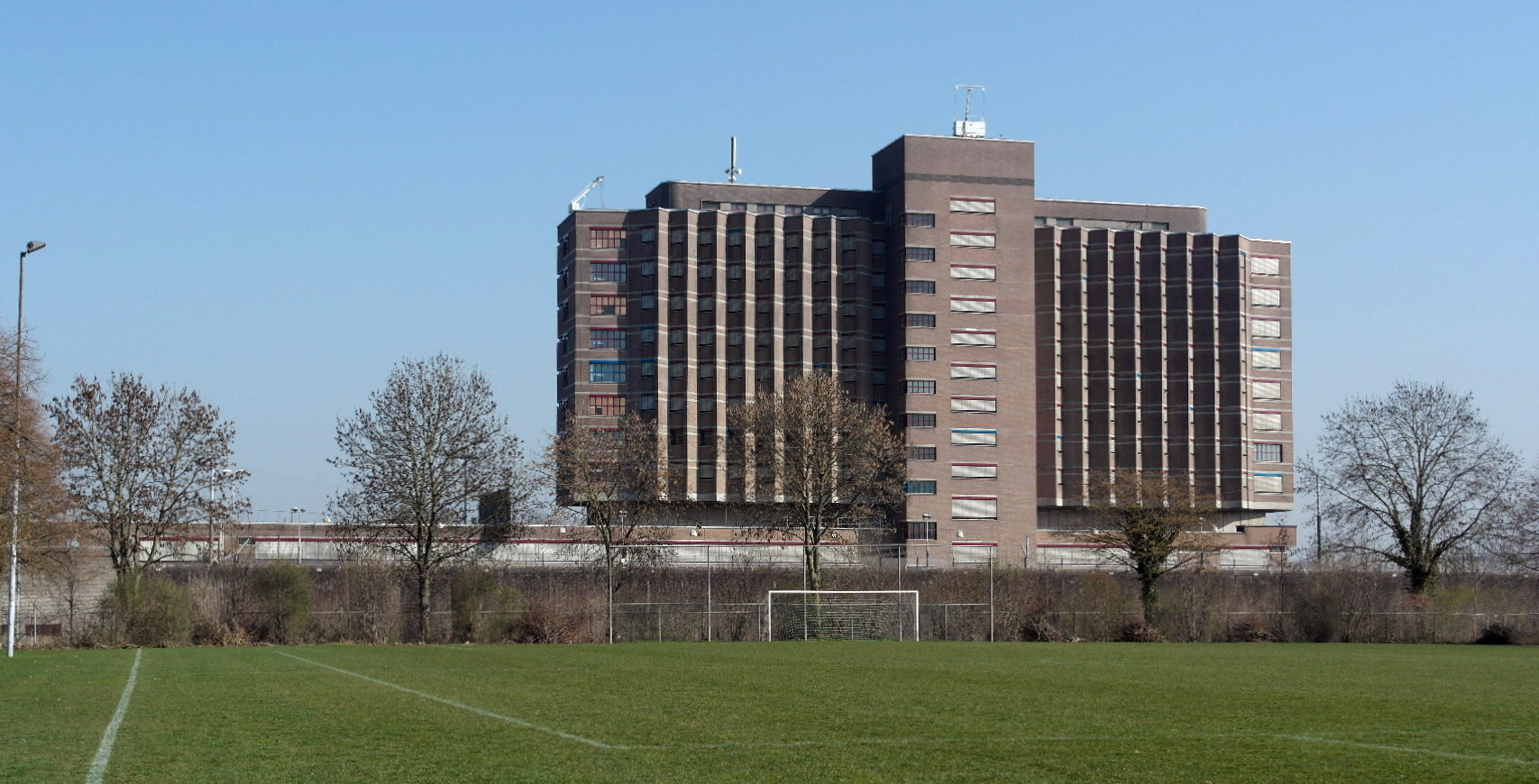
Overmaze
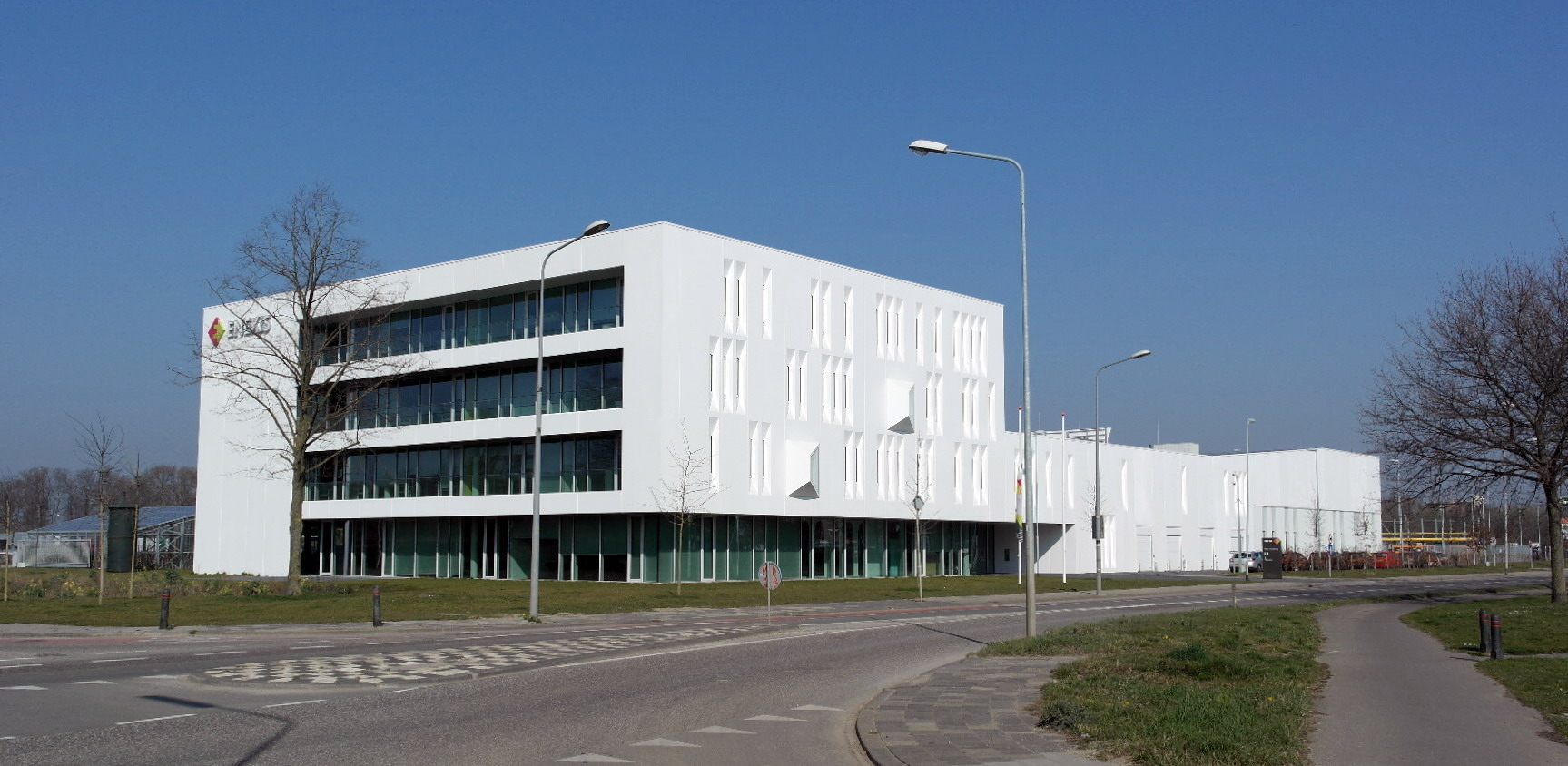
Kantoor Enexis
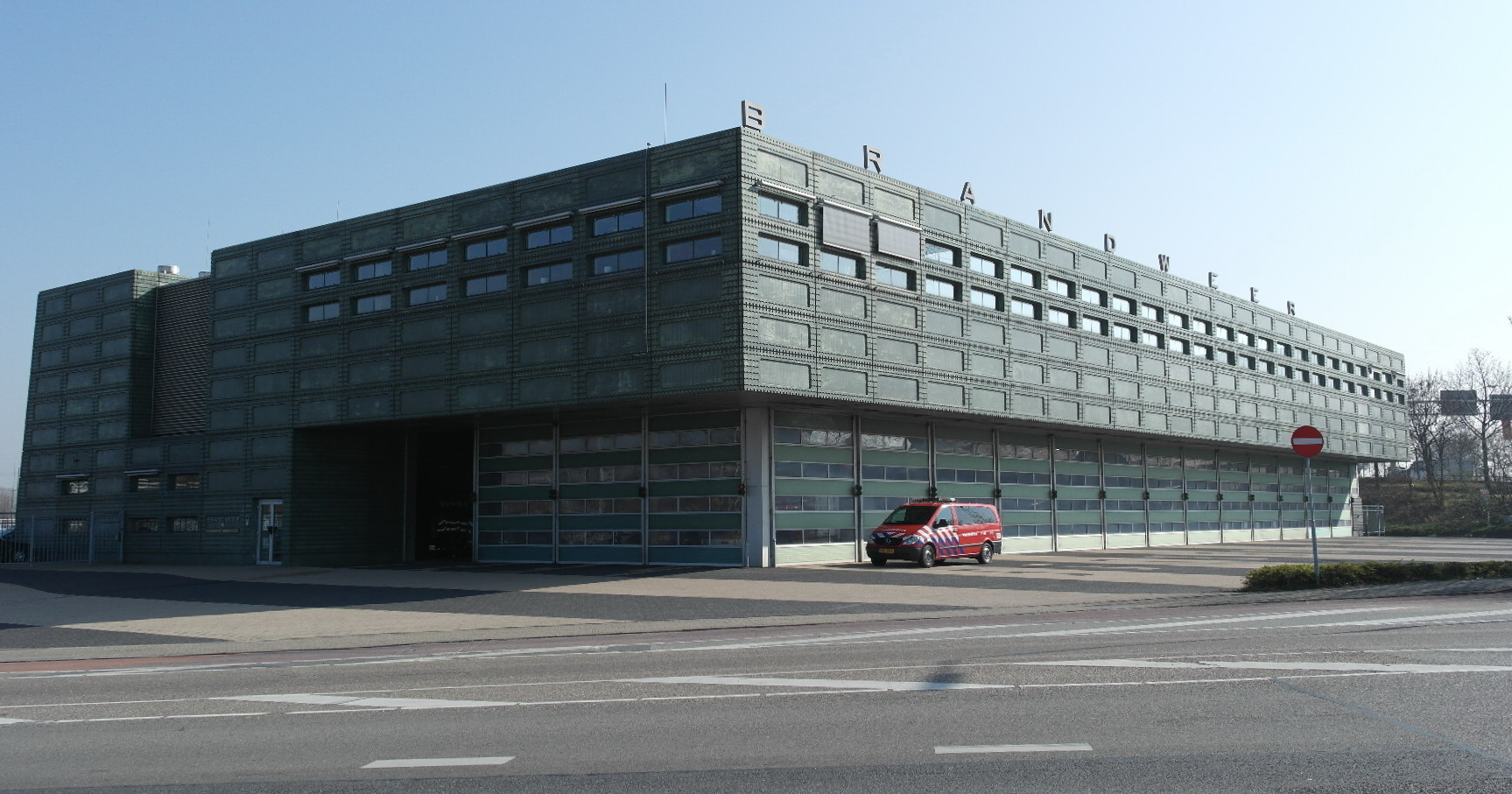
Brandweerkazerne

## Natuur en landschap
Limmel ligt nabij de plaats waar de Maas en het Julianakanaal bij elkaar komen. Ook mondt, iets zuidelijker, het Verbindingskanaal in de Maas uit. Dit vormt de toegang tot de Zuid-Willemsvaart die verderop uitmondt in een haven.
Limmel, gelegen op een hoogte van ongeveer 45 meter, wordt vrijwel geheel ingesloten door bedrijven, vooral de fabrieken van Koninklijke Mosa, ten zuiden van Limmel, dienen hier te worden genoemd. Ten noorden van Limmel ligt het 200 ha grote bedrijventerrein Beatrixhaven aan het Julianakanaal. In het oosten ligt de spoorlijn en de Maastrichtse wijk Nazareth met ten noorden daarvan de buurtschap Mariënwaard.